# アメリカ合衆国における死刑囚
アメリカ合衆国における死刑囚（アメリカがっしゅうこくにおけるしけいしゅう）では、アメリカ合衆国の死刑囚に関して記述する。

## 概要
アメリカ合衆国はいわゆる民主主義国家では世界最大の死刑判決と執行の多い国である。そのため世界最多の未執行死刑囚のいる国である。1972年から1976年まで死刑制度が廃止になっていたが、1977年以降復活しており、2021年6月現在、連邦と軍隊と27州が法律上死刑制度を採用している。
死刑制度がある州の執行状況は州により大きな差異があり、死刑執行が再開された1977年から2019年の間と2023年はテキサス州が最多執行数であった。2020年～2022年と2024年は、2020年は連邦政府、2021年は連邦政府とテキサス州、2022年はオクラホマ州とテキサス州、2024年はアラバマ州が最多執行数であった。現在も全米で最多の未執行死刑囚がいる州はカリフォルニア州である。
死刑判決が確定して死刑囚になっても、冤罪の疑い、逃亡中の共犯者の裁判の証人にするため、心身の病気などの理由で死刑を執行されずに、病気・老衰・自殺・事故などで死亡や、恩赦による減刑により、事実上は仮釈放のない終身刑と同じ処遇になっている死刑囚も多数存在する。たとえばチャールズ・マンソン（1934年生まれ）ら4人の死刑囚はシャロン・テートら4人（胎児を含めると5人）を殺害したが、死刑制度の一時廃止により実務上終身刑（恩赦減刑されたわけではない）となっている実例がある。なお、彼は仮釈放申請を通算12回行ったが、依然として大量殺人者としての危険性があるとして認められないまま、 2017年11月19日に亡くなっている。仮に亡くならずに生きていた場合、次に仮釈放の申請ができる年は2027年になる予定であった。
2022年時点で、人口比でもっとも死刑囚が多いのはアラバマ州（死刑囚166人、人口は約507.4万人）であり、人口約3.1万人に1人おり、州別ではテキサス州に次いで4番目に多い。またこの州は、2019年において殺人の発生率が州別で12番目に多く全米（5.0件/10万人）より約1.46倍多いが、強盗・不同意性交に関しては全米平均並である。
アメリカは日本と同じく死刑制度存置国と主張されるが、州によって司法制度が大きく異なっていることから実際に死刑になる確率も異なる。アメリカの総人口は約3億3328.8万人（2022年7月1日時点）であるが、2024年中に行われた全米の死刑執行の5分の1を占めるテキサス州は、カリフォルニアに次いで全米で2位の人口を有しているとはいえ死刑になる確率は格段に高い。そのため、死刑制度が廃止もしくは事実上停止されている州も多くあることからアメリカ国内でさえ「死刑の格差」がある現実がある。同じ凶悪犯であってもホノルルやボストン、ニューヨークでは逮捕・起訴されても死刑にはならない（ただしボストンマラソン爆弾テロ事件のように連邦裁判所に起訴・移管された場合はその限りではない）が、ダラスではほぼ確実に死刑が執行されるわけである。但し、2005年に絶対的終身刑を導入したことにより、執行数は2016年以降2018年を除いて1桁執行であり、判決に関しては、2008年以降2014年を除いて1桁で推移している。

そのうえ死刑制度存置州でも州知事の死刑執行命令を出すペースに大きな違いがあるため、相当危険なシリアルキラーでもなければ、執行されない傾向にある。ただし大量殺人犯であっても司法取引により罪一等減じられて終身刑になるケースも多く、また裁判によっては日本では「確実に」死刑になるようなケースであっても死刑にならない場合が多い。17人を殺害したジェフリー・ダーマー（ミルウォーキーの食人鬼）は、本人自体は死刑を望んでいたが、ウィスコンシン州が死刑廃止州であったため死刑にならず、死刑存置州であるオハイオ州で受けた裁判でも終身刑になった。もっとも彼は皮肉なことに刑務所内で囚人によって撲殺されている。
また、アメリカ合衆国では銃や刃物を携帯している凶悪犯に対する、警察の発砲は正当防衛であり、銃や刃物を携帯している凶悪犯を犯罪現場で射殺する事例はどの州でもありふれていて、裁判によらない事実上の処刑は日常的である。

## 実情

### 死刑囚の収容先及び執行場所
アメリカ合衆国における死刑は、連邦政府の管理下で発生した犯罪に対するものは連邦政府、軍隊内で発生した犯罪に対するものは軍刑務所が執り行うことになっている。またアメリカを構成する州は各々適用される刑法が異なる為、死刑制度も大きく異なる。また全米のうち死刑制度を存置する27州・連邦・軍隊以外では死刑制度そのものが廃止されている。ただし、廃止州であるニューハンプシャー州は後述するように死刑囚が存在しているため、以下のリストは連邦政府と軍隊および存置州とニューハンプシャー州が記載されている。
なお、カリフォニア州・ケンタッキー州、モンタナ州・ペンシルバニア州・オレゴン州・テネシー州は死刑制度を一時停止し、事実上廃止状態となっているため、死刑執行場所リストは有名無実化しているといえる。更に、ノースカロライナ州は2007年1月に医療監察委員会が医師の死刑執行参加に反対し、死刑執行が出来なくなっため、この州も有名無実化している。
他に、軍隊、アイダホ州、カンザス州、ルイジアナ州、ネバダ州、ワイオミング州では、2024年12月時点で10年連続して死刑執行されていない。
なお、ワイオミング州とオレゴン州は2024年1月1日時点で死刑囚はいない（オレゴン州は、2022年12月14日にオレゴン州の死刑囚17人全員に対して仮釈放のない終身刑に減刑している）。
ニューハンプシャー州は2019年5月30日に死刑制度を廃止したが、既に死刑が確定している死刑囚に対して適用されなかったため、現在1人の男性死刑囚（罪状：2006年にマンチェスター市の警官マイケル・ブリッグスを銃で殺害）が存在している。但し、執行場所は存在しておらず、2010年にニューハンプシャー州矯正局は死刑執行室の建設に約170万ドルの費用が掛かると見積もったが、州議会は建設資金を承認していないため、2025年3月現在も存在しない。
| 州名                 | 男性死刑囚収容先                                                                                   | 女性死刑囚収容先                                                                              | 死刑執行施設                                                                      |  |
| -------------------- | -------------------------------------------------------------------------------------------------- | --------------------------------------------------------------------------------------------- | --------------------------------------------------------------------------------- |  |
| 連邦政府             | テレホート連邦刑務所（インディアナ州） (Correctional Complex, Terre Haute)                         | テレホート連邦刑務所（インディアナ州）(Federal Correctional Complex, Terre Haute)             | テレホート連邦刑務所（インディアナ州）(Federal Correctional Complex, Terre Haute) |  |
| 軍隊                 | レブンワース砦 （カンザス州レブンワース郡） アメリカ合衆国教化隊                                   | San Diego, カリフォルニア (Naval Consolidated Brig, Miramar-Marine Corps Air Station Miramar) | Terre Haute, インディアナ (Federal Correctional Complex, Terre Haute)             |  |
| カリフォルニア州     | サン・クエンティン州立刑務所                                                                       | Chowchilla (Valley State Prison for Women)                                                    | サン・クエンティン州立刑務所                                                      |  |
| フロリダ州           | Starke (Florida State Prison)                                                                      | Lowell (Lowell Correctional Institution)                                                      | Starke (Florida State Prison)                                                     |  |
| テキサス州           | Livingstone (en:Polunsky Unit)                                                                     | Gatesville (en:Mountain View Unit)                                                            | Huntsville (en:Huntsville Unit)                                                   |  |
| アラバマ州           | Atmore (en:Holman Correctional Facility)                                                           | Wetumpka (en:Julia Tutwiler Correctional Center for Women)                                    | Atmore (Holman Correctional Facility)                                             |  |
| ペンシルベニア州     | Both State Correctional Institutions in Waynesburg and State Correctional Institution - Graterford | Muncy (State Correctional Institution)                                                        | State Correctional Institution - Rockview                                         |  |
| ノース・カロナイラ州 | Raleigh (Central Prison)                                                                           | Raleigh (Correctional Institution for Women)                                                  | Raleigh (Central Prison)                                                          |  |
| オハイオ州           | Youngstown (Ohio State Penitentiary)                                                               | Marysville (Ohio Reformatory for Women)                                                       | Lucasville (Southern Ohio Correctional Facility)                                  |  |
| アリゾナ州           | Arizona State Prison Complex - Florence                                                            | Arizona State Prison Complex - Perryville                                                     | Arizona State Prison Complex - Florence                                           |  |
| ネバダ州             | Ely (Ely State Prison)                                                                             | Carson City                                                                                   | Carson City (ネバダ州立刑務所)                                                    |  |
| ニューハンプシャー州 | Concord                                                                                            | Goffstown                                                                                     | 執行場所無し                                                                      |  |
| ルイジアナ州         | アンゴラ (Louisiana State Penitentiary)                                                            | St Gabriel (Louisiana Correctional Institute for Women)                                       | アンゴラ (Louisiana State Penitentiary)                                           |  |
| テネシー州           | Nashville (Riverbend Maximum Security Institution)                                                 | Nashville (Tennessee Prison for Women)                                                        | Nashville (Riverbend Maximum Security Institution)                                |  |
| オクラホマ州         | McAlester (Oklahoma State Penitentiary)                                                            | Oklahoma city                                                                                 | McAlester (Oklahoma State Penitentiary)                                           |  |
| ジョージア州         | ジャクソン                                                                                         | アトランタ                                                                                    | ジャクソン (Georgia Diagnostic and Classification State Prison)                   |  |
| ミシシッピー州       | Parchman (Mississippi State Penitentiary)                                                          | Pearl                                                                                         | Parchman (Mississippi State Penitentiary)                                         |  |
| サウス・カロライナ州 | Ridgeville (Lieber Correctional Institution)                                                       | コロンビア                                                                                    | Columbia (Broad River Correctional Institution)                                   |  |
| アーカンソー州       | Grady (Varner Unit)                                                                                | Pine Bluff (Pine Bluff Unit)                                                                  | Grady (Cummins Unit)                                                              |  |
| ケンタッキー州       | Eddyville (Kentucky State Penitentiary)                                                            | Pewee Valley (Kentucky Correctional Institute for Women)                                      | Eddyville (Kentucky State Penitentiary)                                           |  |
| オレゴン州           | セーラム (Oregon State Penitentiary)                                                               | Wilsonville (Coffee Creek Correctional Facility)                                              | Salem (Oregon State Penitentiary)                                                 |  |
| ミズーリ州           | Bonne Terre (Eastern Reception, Diagnostic and Correctional Center)                                | Fulton                                                                                        | Bonne Terre (Eastern Reception, Diagnostic and Correctional Center)               |  |
| ネブラスカ州         | Tecumseh (Tecumseh State Correctional Institution)                                                 | York (Nebraska Correctional Center for Women)                                                 | Lincoln (Nebraska State Penitentiary)                                             |  |
| カンザス州           | El Dorado (El Dorado Correctional Facility)                                                        | Topeka (Topeka Correctional Facility)                                                         | Lansing (Lansing Correctional Facility)                                           |  |
| インディアナ州       | Michigan City (Indiana State Prison)                                                               | Indianapolis (Indiana Women's Prison)                                                         | Michigan City (Indiana State Prison)                                              |  |
| アイダボ州           | Boise (Idaho Maximum Security Institution)                                                         | Pocatello (Pocatello Womens Correctional Center)                                              | Boise (Idaho Maximum Security Institution)                                        |  |
| ユタ州               | Draper (ユタ州立刑務所)                                                                            | Gunnison (Central Utah Correctional Facility)                                                 | Draper (Utah State Prison)                                                        |  |
| モンタナ州           | Deer Lodge (Montana State Prison)                                                                  | Warm Springs                                                                                  | Deer Lodge (Montana State Prison)                                                 |  |
| サウスダゴタ州       | Sioux Falls (South Dakota State Penitentiary)                                                      | Pierre, South Dakota (South Dakota Women's Prison)                                            | Sioux Falls (South Dakota State Penitentiary)                                     |  |
| ワイオミング州       | Rawlins (Wyoming State Penitentiary)                                                               | Lusk (Wyoming Women's Center)                                                                 | Rawlins (Wyoming State Penitentiary)                                              |  |

- 出典英語版ウィキペディア「死刑囚」より（この項目日本語に翻訳中）

## 事例
助命嘆願の多かった女性死刑囚
近年、その死刑執行に対し中止を求める世論が沸き起こったテキサス州の女性死刑囚にカーラ・フェイ・タッカー（en:Karla Faye Tucker）がいた。彼女は元彼氏とその女友達を殺害したとして1998年2月に死刑執行が決定していた。それに対し彼女がテレビ番組に出演しキリスト教徒として自らの罪を悔い改め、世の中の人々に役立つ行いをしていきたいとい語ったことから、全米から助命嘆願が寄せられた上、当時のローマ教皇ヨハネ・パウロ2世まで助命嘆願をした。また、彼女の死刑執行反対デモも行われた。しかし当時のジョージ・W・ブッシュ知事（第43代アメリカ合衆国大統領）が、恩赦を拒否し執行命令を撤回しなかったため、執行された。その後、アメリカではカーラ役にジェニファー・ジェイソン・リーを起用した"Crossed Over: A Murder/A Memoir"（邦題：クロスオーバー ふたりの女）というテレビドラマが制作された。また現在でも、アメリカでは彼女を偲んだインターネットサイトが存在している。
オリンピックの金メダリストの死刑囚
ジェームズ・ハワード・スヌークは1920年アントワープオリンピック大会で射撃団体で金メダルを獲得した、オハイオ大学の獣医学の教師であった。しかし29歳の不倫相手の女性を殺害したため、1930年に死刑になった。
電気椅子で処刑された日本人死刑囚
アメリカ合衆国で発明された処刑法に電気椅子がある。最初に行われたのは1890年のことであったが、2番目に執り行われたのは1891年1月17日にニューヨーク州在住の渋谷重次郎（アメリカの記録ではJUGIGO SUBIHICKとなっている）なる35歳の日本人船員との記録がある。罪名は殺人であり、罪状は船員宿の主人が船の斡旋を渋谷ではなく同じ船員である村上勘太郎にしたことに理由に、酔った状態で村上を殺害したことである。しかし、被害者である村上からサイコロ賭博を邪魔されたことを理由に攻撃され、再び攻撃されそうになったことによる正当防衛である可能性もあり、死刑を回避できた可能性がある。更に、当時のアメリカ政府は渋谷重次郎に死刑執行することを躊躇し、身元引受人がいることを条件に日本政府に提案した。しかし身元引受人がいたにもかかわらず、日本政府の不手際により、執行されてしまった。もし、アメリカ政府の提案を受け入れていれば、死刑を回避できていた。
そして31年後の1922年7月20日に斉藤泰三が、1921年10月に中安原という人物を殺害して金を奪った罪状で、電気椅子によって死刑執行されている。
二回電気椅子に座った死刑囚
ウィリー・フランシス（en:Willie Francis）は、電気椅子に1946年に座ったが、歴史上初めて処刑に失敗した死刑囚として有名である。原因は電気回路の設置に不備があり致死量の電流が流れなかった為である。彼自身は冤罪を主張していたほか、二度も電気椅子にかけるのは残虐で異常な刑罰であると主張したが、いずれも受け入れられず、1947年に再度電気椅子に座らされた。
電気椅子をショートさせた死刑囚（異論あり）
アルバート・フィッシュは正確な数は不明であるが、多数の児童を殺害した連続殺人犯で食人魔として悪名高い。彼は電気椅子に座った際、通電とともに電気回路がショートしてしまった。原因は異常性癖で下腹部に針を29本も差し込んでいたためである。そのため、二度目の通電が必要になった。但し、当時の通例で死刑執行の際は警戒のため2回の電撃が与えられていたため、ショートにより2回電撃が与えられたことに対しては、一般的に間違ったものと考えられる。
執行前夜にパーティーを開いた死刑囚
ゲイリー・ギルモアは、長期の刑務所生活を望まなかったため「死刑にされる権利」を州知事に要求し、希望が叶えられ1977年1月17日にユタ州で銃殺刑になった。彼の死刑執行以後アメリカで死刑執行が再開された。だが、彼は死刑執行前日に親戚とマスコミを集めたパーティーを開いた。
執行命令署名によって生誕国から抗議を受けた州知事
2005年にカリフォルニア州のアーノルド・シュワルツェネッガー州知事がスタンリー・ウィリアムズに対し死刑執行命令に署名したところ、ウィリアムズに対しアメリカ内外から助命嘆願が寄せられたが、予定通り執行された、これに対しシュワルツェネッガーの出身地であるオーストリアのグラーツでは、彼に因んで命名されていたサッカー競技場が抗議のため改名された。これはオーストリアでは1950年に死刑制度を廃止しており死刑執行命令に批判が高まっていたためである。なお同知事は在任期間中（2003年11月17日～2011年1月3日）に2005年に2人、2006年に1人のあわせて3人に対し死刑執行命令を出しているが、これは前任者のグレイ・デイビス(在任期間：1999年1月4日～2003年11月17日)の5人よりも少ない。更に、シュワルツェネッガー州知事により執行命令された死刑囚は、全員2人以上の殺害を行っている。また、カリフォニア州では、シュワルツェネッガーが州知事在任中の2006年12月15日にカリフォルニア州サンノゼ連邦地裁により、薬物注射による死刑が憲法違反であると判決が下された為、判決以降は死刑執行されていない。その後、シュワルツェネッガーの州知事退任後、2019年3月13日に正式に一時停止されている。
アメリカ合衆国で最後に公開処刑された死刑囚
1936年8月14日にレイニー・ベシー（Rainey Bethea）が70歳のリスチャ・エドワーズを不同意性交し殺害した罪で、ケンタッキー州オーエンズボロで2万人の公衆の面前で絞首刑により執行された。但し、被害者遺族が立ち会うことを認める州は2021年1月現在でもある。
アメリカ合衆国で最後に絞首刑により死刑執行された死刑囚
1996年1月25日に殺人の罪で、デラウェア州でビリー・ベイリー（BILLY BAILEY）が絞首刑によって執行され、2021年1月現在もアメリカ合衆国内で最後の絞首刑による死刑執行とされている。また、1977年の死刑執行再開以来、絞首刑で死刑執行されたのは、ビリー・ベイリー含め3例しかない。また、デラウェア州では、2003年に絞首台を解体し、2016年に死刑廃止している。
アメリカ合衆国で銃殺刑により死刑執行された死刑囚（最新）
ブラッド・シグモン[罪状：2001年4月27日にサウスカロライナ州で1週間前に別れた元彼女の両親をバットで殴って殺害。その際、元恋人を銃器で威嚇して拉致している。]が、2025年3月7日にサウスカロライナ州で3人の死刑執行人が壁を挟んで15フィート（4.572m）離れた場所でライフル銃で心臓に向ける形で銃殺によりアメリカ東部時間18時5分に執行し、3分後に死亡が確認され、15年振りに執行された。
サウスカロライナ州では、死刑執行に使われることに対して製薬会社が販売を拒否したため、2011年の死刑執行を最後に執行不可能な状況に陥っていたが、最終的に2024年7月31日にサウスカロライナ州最高裁判所により銃殺刑と電気椅子及び薬物注射による死刑執行が合法であると判決が下されたため、薬物注射・電気椅子・銃殺の3つの執行方法から死刑囚が選択して、選択した方法で執行することとなっている。薬物は他の執行方法と比べて失敗の可能性が多く医師の死亡確認までに20分以上を要すること、電気椅子は「自分を燃やし、生きたまま焼いてしまうだろう」と残忍であることを理由にブラッド・シグモンが拒否したため、消極的な形で銃殺刑を選択している{。
因みに、死刑再開以後で最初に銃殺刑により死刑執行されたのは、「執行前夜にパーティーを開いた死刑囚」のゲイリー・ギルモアであり、2010年6月18日に銃殺刑により執行されたロニー・ガードナー（Ronnie Lee Gardner）（罪状：殺人罪の裁判のため出廷していた法廷から逃亡しようとして弁護士1人を射殺）と同じユタ州である。
アメリカ合衆国で初めてDNA鑑定により冤罪を晴らした死刑囚
1993年に、カーク・ブラッズワースは、1984年7月にメリーランド州で9歳の少女（ドーン・ハミルトン）を不同意性交し殺害した罪に対して、無罪であると判決が下された。そのきっかけとなったのが、1992年にブラッズワースの要求により実施された遺留品に残る犯人の体液とブラッズワースのDNA鑑定により不一致となったことである。但し、当時のDNA鑑定の信頼性は低かったため、無罪判決後から2003年9月5日に真犯人（ブラッズワースが刑務所にいた当時の顔見知りで、ブラッズワースと1階違いで受刑していた）が判明するまで、疑惑の目を向けられ、嫌がらせの電話を受ける等苦痛の日々を余儀なくされた。後に、2004年に成立した冤罪者保護法（Innocent Protection Act 2004）により、DNA鑑定への公費支出が盛り込まれ、「ブラッズワース・プログラム」と名付けられた。そして、当の本人は2005年からペンシルベニア州フィラデルフィアに本拠を置くNPOで、無罪を勝ち取った元死刑囚が運営している「ウィットネス・トゥ・イノセンス（無実の証人、略称WTI）」の理事を務め、死刑廃止の運動に奮闘しており、メリーランド州が2013年3月15日に州議会において、死刑廃止が賛成多数で可決された際、その様子を傍聴席で立ち会っている。
アメリカ合衆国で18歳未満で死刑執行後、冤罪と判明した死刑囚（20世紀以降、アメリカ合衆国内において最年少死刑囚）
ジョージ・スティニー（当時14歳）は、1944年3月にサウスカロライナ州アルコルでベティー・ジューン・ビニッカー(当時11歳)とメアリー・エマ・テムズ(当時8歳)をわいせつ目的で殺害した罪で逮捕された。その後、取り調べでは暴力や食べ物を何日も与えない等拷問を行い、行ってもいないにもかかわらず自白をさせた。そして裁判では、弁護人が殆ど弁護活動を行わず、2時間の裁判と10分間の陪審員の評議という極めて短い時間で死刑判決が出された。事件発生から3か月後の1944年6月16日に14歳である彼（当時のサウスカロライナ州では刑事事件において14歳以上を成人として扱っていた）に電気椅子での死刑執行された。執行の際、電気椅子が大人用のサイズであったため、椅子の高さを本で調整した。更には、顔を覆うマスクは、彼にとって大き過ぎたため、執行中にマスクがずれ落ち、涙を流した死に顔が露呈した。
その後、この事件により報復を恐れ町から逃げ出したスティニー家の兄弟による再審理を求める運動により、死刑執行から70年後の2014年12月17日に州地方裁判所により死刑判決を破棄し、冤罪を証明することとなる。そして、判決文には「法を適正に運用する上で重大な憲法違反があった」と述べている。
アメリカ合衆国史上最年少で死刑執行された死刑囚
ハンナ・オクイッシュ（死刑執行年齢時：12歳9か月）は、コネチカット州でイチゴ収穫の際に盗みを働いたことを被害者の少女ユーニス・ボールズ（殺害当時6歳）が密告したことを恨み、被害者を誘い出し、殴った上に絞殺した。この犯罪行為により、死刑判決が下された。その後、1786年12月20日にコネチカット州ニューロンドンで絞首刑となった。執行前に、処刑場まで手を引いて導いてくれた保安官に感謝していたという。また、彼女の死刑執行を見た観衆の1人が、彼女の様子が非常に怯えきった様子で、誰かに助けを求めているようであったとも話している。近年は、彼女の自白のみで死刑判決が下されたこと、更には彼女がアメリカ先住民族（白人の混血ともいわれている。）であり、知的障害を持っていたことから、裁判に公平性があったのか疑問視する声もある。
なお、他にも殺人罪で死刑判決を受けた12歳の黒人奴隷の少年2人は、それぞれ1787年5月11日（バージニア州）と1791年7月30日（ケンタッキー州）に絞首刑で執行されている。
アメリカ合衆国で初めて18歳未満で死刑執行された死刑囚
トーマス・グレンジャーが、人間以外の生物と性交した罪により、1642年9月8日に、プリマス植民地にて絞首刑により執行された。犯行時は16歳か17歳で性交相手は、馬・牛・2匹のヤギ、羊・2頭の子牛・七面鳥であった。死刑執行の際、トーマス・グレンジャーと交わった人間以外の生物が本人の目の前で殺処分され穴に埋められたのを見届けさせた後に執行された。また、執行前に殺処分を行った理由は、旧約聖書の一書であるレビ記の第20章15節の「男がもし、獣と寝るならば彼は必ず殺されなければならない。あなたがたはまた、その獣を殺さなければならない。」という文章に従い実行された為である。また、ソドミーと同性愛を含めこれらの行為により死刑執行されたのが、アメリカ合衆国内で1624年～1801年の間で15人いる。
アメリカ合衆国で最後に18歳未満で死刑執行された死刑囚
黒人のレナード・ショックレーが、1958年1月16日に兄と共に強盗目的に店に入り、女性店主サラ・ハーンを何度も刺して殺した。この犯罪行為により、控訴もしたが、1959年1月19日に死刑判決が確定し、メリーランド州で同年4月10日22時にガス室で執行れたのが最後となる。この時の年齢は17歳であった。
アメリカ合衆国で最後に18歳未満に行われた犯罪行為により死刑執行された死刑囚
スコット・ヘインは、1987年10月6日にロバート・ランバートと共にオクラホマ州タルサでカージャックを行い、カージャック被害者2人をトランクに入れ、ヘインが車に火を放ち殺害した。この犯罪行為により、3日後に逮捕され、1988年の裁判で、死刑判決が下された。後に仮釈放のない終身刑が下される可能性について知らされていなかったことを理由に控訴裁判所で再び審理されたが、最終的に控訴は棄却される。その後、2002年2月にアメリカ合衆国最高裁判所に上訴を拒否され、翌年4月3日に薬物注射により執行された。
執行から2年後にアメリカ合衆国最高裁判所により18歳未満に行われた犯罪により死刑を科すことは、合衆国憲法修正8条に違反すると判断し、違憲と判決されている。そのため、この判決が執行される前に出されていた場合、死刑執行されることはなかった。
アメリカ合衆国で自身がトランスジェンダーであることを公表し、死刑執行された死刑囚
アンバー・マクラフリンは、2003年11月20日にミズーリ州で元交際相手であるビバリーゲンサーを不同意性交の上、刺殺をした。その後、ミシシッピ川のほとりに遺体を遺棄した。その後、精神的な問題で友人が同行する形で病院まで向かい、その病院で待ち伏せしていた警察により逮捕された。2006年に一級殺人罪で有罪判決を受けた。しかし、量刑に関しては、陪審員が全会一致で死刑に賛成票を投じなかったため、裁判官によりマクラフリンに死刑判決が下された。その後、ミズーリ州最高裁判所に上訴したが覆ることはなかった。
そして、2016年に連邦裁判所から、殺害時のマクラフリンの精神状態に関する専門家の証言が無いことを理由に再審が命じられたが、第5巡回区控訴裁判所により、2021年に再び死刑判決が下された。その後、マクラフリンの弁護士は当時ミズーリ州知事のマイク・パーソン（共和党）に子供時代に虐待を受けたことと精神状態に問題があったことを理由に終身刑へ減刑するよう嘆願書を提出したが拒否され、2023年1月3日夜に薬物注射による死刑執行が行われた。
また、死刑囚として収監されている間は、自身の名前（男性名のスコット）と性別の変更の申請をしなかったため、死刑執行まで刑務所の男性棟に男性名で過ごしていた。
世界で初めて窒素吸入により死刑執行された死刑囚
ケネス・ユージン・スミスは、1988年に被害者の夫が保険金目当てに1人当たり1,000ドルの報酬を条件に依頼されたビリー・グレイ・ウィリアムズに補助の形で雇われ、共犯と共にに被害者を暖炉の道具で刺し、殴打して殺害した罪で死刑囚となった(被害者の夫は捜査が自らに迫ったため自死。ビリー・グレイ・ウィリアムズは、1人は仮釈放のない終身刑を受刑し2020年11月に獄死した。共犯は、2010年6月10日に薬物注射により執行された。)
また、控訴した際、陪審員1人を除き11人が仮釈放のない終身刑に賛成したが、裁判官に却下され死刑となっている。
その後、2022年11月17日午後10時より薬物注射による死刑が執行されたが、血管を浮き上がらせることが出来ずに執行が失敗に終わった。そのため、アラバマ州は、彼を確実に執行させるために別の方法で行う必要に迫られた。
2024年1月25日に、連邦最高裁に死刑執行の延期が却下された上で、アラバマ州アトモアのホルマン矯正施設（刑務所）で、世界初となる高重度窒素ガス吸入による死刑施行が行われることとなった。
そして、執行されるまでの48時間に、家族、友人2人、精神的アドバイザー、弁護士と面会した。そして執行日の朝食は、ビスケット2枚、卵、グレープゼリー、アップルソース、オレンジジュースであった。最後の食事（午前10時）はステーキと卵、ハッシュドポテトであった。
そして、執行に際して家族以外に5人のジャーナリストが立ち合い観覧している。執行直前にスミスは「アラバマ州は今夜、人間性を一歩後退させる」、「私を支えてくれてありがとう。みなさんを愛している」と話したという。執行のために着用されたマスクに窒素ガスが流されると、スミスは微笑み、立ち会っていた家族に向かってうなずいた。そして、「アイ・ラブ・ユー」のサインを送ったという。それからの2～4分間、スミスは身をよじらせ、呼吸が荒い状態が約5分間続き、死亡した。そして、執行を観覧したジャーナリストは、「数分間、意識があるように見えた」、「死刑執行に対してこれほど暴力的な反応を見たのは初めてだ」と語っている。この死刑囚の執行の様子に対して、アラバマ州の矯正当局トップのジョン・ハム氏は、スミス死刑囚の体が揺れたのは不随意運動による可能性があると発表している。
なお、この執行方法に対して国連人権高等弁務官事務所は、2024年1月16日に「今まで執行されたことのないかつ人道的であることを未だ検証されたことのない方法であり、拷問や非人道的な刑罰を禁止する国際法に違反する可能性がある。」として反対した。また、連邦最高裁判所のリベラル派判事であるソニア・ソトマイヨールは「死刑執行の失敗を理由に彼は『モルモット』にされた。そして、私はアメリカ合衆国憲法修正第8条を守ることを理由に残酷で異常な刑罰に反対する。」と反対を表明し「世界が注目している」とコメントを残している。
但し、この執行に対して当時アラバマ州知事であるケイ・アイヴィーは、執行に立ち会わなかったものの「30年以上にわたって死刑執行の機会を無くすために制度悪用を繰り返したが、ついに恐ろしい犯罪の報いを受けた」、「被害者遺族が、長年にわたり大きな損失と向き合ってきた末に、区切りを迎えられることを祈っている。」と執行に肯定している。そして、被害者の息子は「彼はあんなふうに苦しむ必要はない、と言う人もいるだろう」、「でも彼はお母さんに、どう苦しむかと聞いたりしなかったじゃないか。あいつらは何の躊躇もなく何回も母さんを刺した。」と現地メディアに対して話している。

## 釈放された死刑囚
- 1970年代以降、2020年までに無罪が確定し、自由の身となった元死刑囚は約170人いる[38]。